# Декларация об Освобождённой Европе
Декларация об освобождённой Европе — декларация, разработаная 8 февраля 1945 года во время Ялтинской конференции тремя лидерами стран антигитлеровской коалиции. Декларация описывала политику и действия США, СССР и Великобритании в решении политических и экономических проблемах освобождённых народов стран Оси и их сателлитов.

### Декларация
Цель декларации состояла в том, чтобы установить порядок, уничтожить последние следы нацизма и фашизма и создать демократические учреждения по собственному выбору наций в Европе. 

США, СССР и Великобритания должны были консультироваться с другими объединёнными нациями и с временными властями или с другими правительствами в Европе, когда будут фассматриваться вопросы, в которых оны прямо заинтересованы. Три страны лидеры антигитлеровской коалиции в любом освобожденном европейском государстве где, по их мнению, обстоятельства этого потребуют могли:
1. Создавать условия внутреннего мира
2. Проводить неотложные мероприятия по оказанию помощи нуждающимся народам
3. Создавать временные правительственные власти, широко представляющие все демократические элементы населения и обязанные возможно скорее установить путём свободных выборов правительства, отвечающие воле народа
4. Способствовать, где это окажется необходимым, проведению таких выборов.